# Ängesbyn, Estland
Ängesbyn (estniska: Änglema) är en by (estniska: küla) i Lääne-Harju kommun i landskapet Harjumaa i Estland. Den ligger i nordvästra delen av landet, 58 km sydväst om huvudstaden Tallinn. Byn hade 28 invånare år 2011 och ligger på 11 meters höjd. Ängesbyn tillhörde Padis kommun 1992–2017.
Ängesbyn ligger 16 km sydväst om centralorten Paldiski. Ängesbyn angränsar till byarna Keip i väster, Aklop och Näsbyn i norr, Vippal i nordöst och Hatu i sydöst. Vippalån rinner norrut genom byn och mynnar i Finska viken. Söderut ligger stora våtmarker.
Ängesbyn ligger i en trakt som tidigare beboddes av estlandssvenskar. Nästan alla estlandssvenskar flydde till Sverige i samband med andra världskriget. 